# خسرو أباد (دورود)
خسرو أباد (بالفارسية: خسروآباد) هي قرية تقع في قسم دورود الريفي (مقاطعة دورود) في إيران. يقدر عدد سكانها بـ 543 نسمة.